# 41 Eskadra Lotnictwa Taktycznego
41 Eskadra Lotnictwa Taktycznego (41 elt) – pododdział Wojsk Lotniczych.

## Formowanie i zmiany organizacyjne
Z dniem 1 stycznia 2001 roku, na bazie rozformowanego 41 Pułku Lotnictwa Myśliwskiego, sformowana została 41 Eskadra Lotnictwa Taktycznego.
Z dniem 1 stycznia 2011 roku 41 Eskadra Lotnictwa Taktycznego została włączona w skład 22 Bazy Lotnictwa Taktycznego w Malborku.

## Dowódcy eskadry
Wykaz dowódców eskadry podano za: Józef Zieliński [red.]: Polskie lotnictwo wojskowe 1945-2010. s. 193.
- ppłk pil. dr Jan Rajchel (2001 - 2004)
- ppłk dypl. pil. Robert Dziadczykowski (2004 - 2006)
- ppłk dypl. pil. Robert Kozak	(2006 - 2007)
- ppłk dypl. pil. Mariusz Biajgo (2007 - 2010)